# Tayeb Braikia
Tayeb Johnny Braikia (Aarhus, 8 de març de 1974) va ser ciclista danès professional des del 1998 fins al 2002. Combinà la carretera amb el ciclisme en pista. Els seus principals èxits foren les victòries al Circuit Franco-Belga i a la Clàssica d'Almeria. Va haver de deixar la seva carrera professional arran d'una caiguda mentre disputava la Volta a Múrcia.

## Palmarès en ruta
- 1996
  -  Campió de Dinamarca sub-23 en ruta
- 1997
  - Vencedor de 2 etapes al Cinturó a Mallorca
- 1998
  - 1r al Tour d'Overijssel
- 1999
  - 1r al Circuit Franco-Belga i vencedor de 2 etapes
- 2001
  - 1r a la Clàssica d'Almeria

### Resultats al Giro d'Itàlia
- 2000. 114è de la classificació general

## Palmarès en pista
- 1996
  -  Campió de Dinamarca de Persecució per equips
- 1997
  -  Campió de Dinamarca de Persecució per equips
  - 1r als Sis dies de Grenoble (amb Jakob Piil)
- 1998
  -  Campió de Dinamarca de Persecució per equips
- 1999
  - 1r als Sis dies de Copenhaguen (amb Jimmi Madsen)

### Resultats a laCopa del Món
- 1997
  - 1r a Atenes, en Madison